# Silvio Passerini

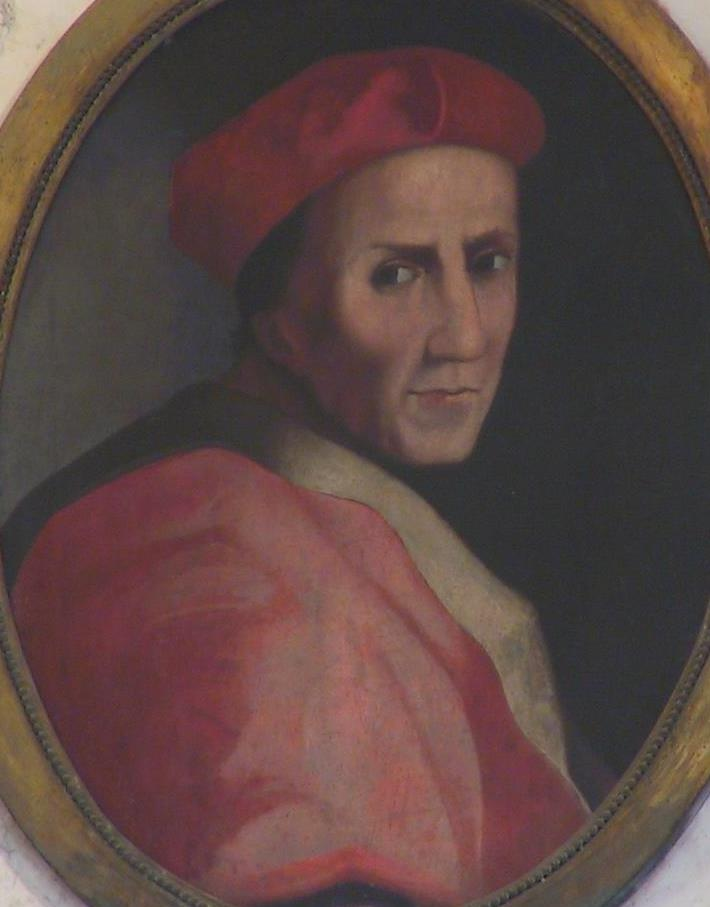
Kardinal Silvio Passerini

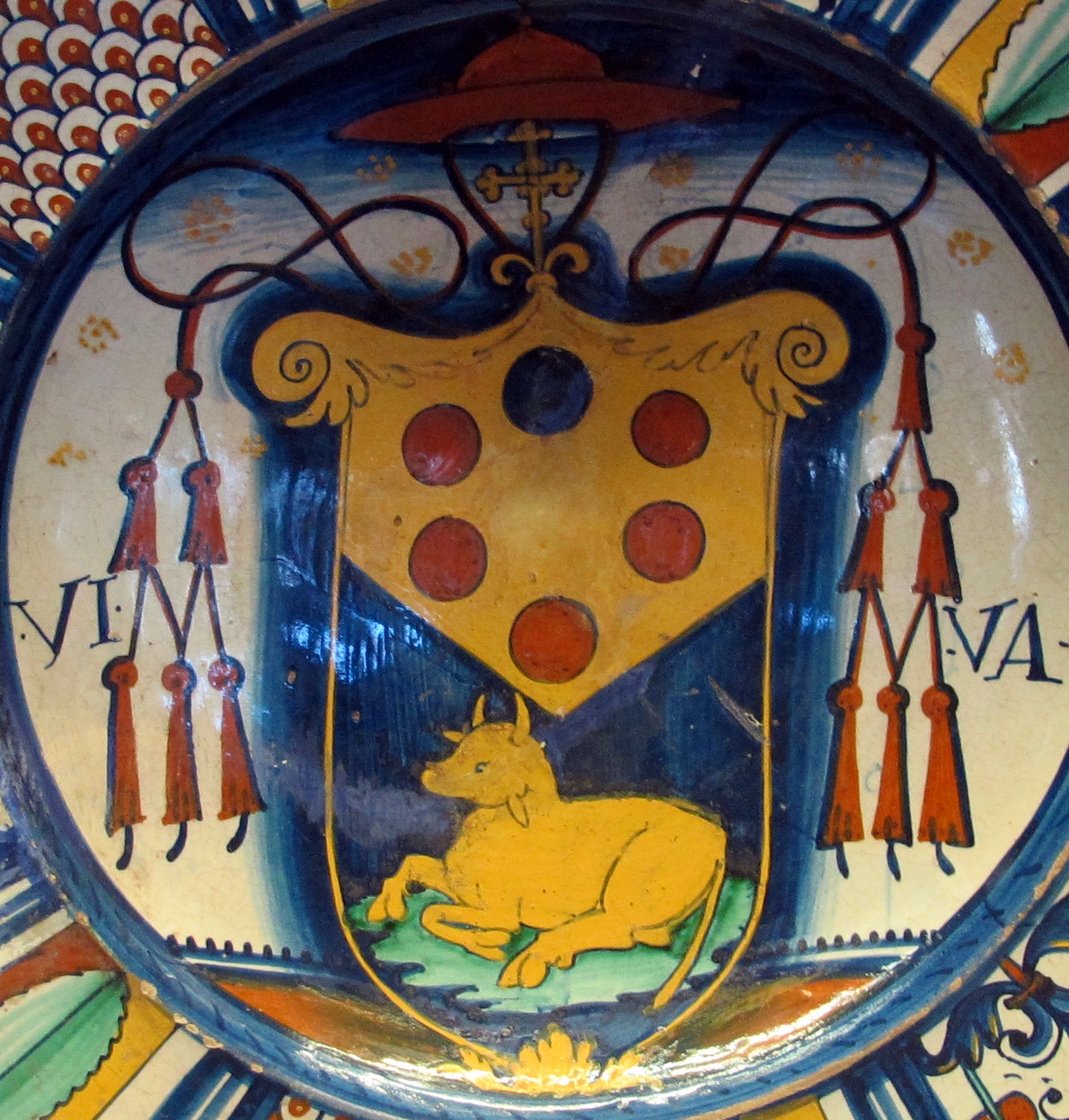
Wappen des Kardinals auf einer Platte

Silvio Passerini (* 1469 in Cortona; † 20. April 1529 in Città di Castello) war ein italienischer Kardinal.

## Biografie
Passerini, geboren in Cortona, Sohn einer ursprünglich florentinischen Familie (Vater: Rosado Passerini, Mutter: Margherita del Braca), lebte ab 1494 in Florenz, wo er mithilfe des florentiner Edelmannes Mariano Zafferini und seines Vaters Rosado, der als Unterstützer der Familie Medici galt, in die Gunst von Lorenzo il Magnifico kam. Er freundete sich mit dessen Sohn Giovanni de’ Medici, dem späteren Papst Leo X. an, mit dem er auch in den Krieg zog. Beide gerieten in französische Gefangenschaft. Passerini trat nach seiner Befreiung in den päpstlichen Dienst, wo er als päpstlicher Gesandter und Botschafter in Perugia und anderen Städten Umbriens zu bescheidenem Reichtum kam.
Nach Giovanni de’ Medicis Wahl zum Papst am 11. März 1513 erhielt Passerini gemeinsam mit seinen Brüdern Valerio und Cosimo Pertrignano del Lago als päpstliches Lehen. Am 1. Juli 1517 wurde er zum Kardinal erhoben und erhielt am 6. Juli desselben Jahres die Titelkirche San Lorenzo in Lucina zugewiesen. Weiterhin wurde Silvio Passerini am 15. November 1521 Bischof von Cortona, wobei dieses Bistum auf Kosten der Bistümer Florenz und Arezzo erweitert wurde. Passerini führte sein Amt vom Palazzo del Capitano del Popolo, dem hoch über Cortona gelegenen Palazzone, aus, den er von 1521 bis 1527 im Renaissancestil restaurieren ließ.
Giulio de’ Medici wurde nach Papst Leos Tod Oberhaupt der Familie de’ Medici und kurz darauf zum Papst Clemens VII. gewählt. Durch seine Berufung nach Rom erhielten seine engsten Vertrauten, sein möglicher unehelicher Sohn, der Herzog Alessandro de’ Medici, sein Neffe Ippolito de’ Medici und Kardinal Silvio Passerini, der mittlerweile als Familienmitglied angesehen wurde, die Regentschaft über Florenz.
Nach der Vertreibung der Medici 1527 flüchtete Passerini nach Cortona. Er starb am 20. April 1529 in Città di Castello. Sein Leichnam wurde später nach Rom überführt und in seiner Titelkirche San Lorenzo in Lucina beigesetzt.